# Tarsicopia borsaniana
Tarsicopia borsaniana là một loài bướm đêm trong họ Noctuidae.